# Johann Nikolaus Anton Kirchhoff
Johann Nikolaus Anton Kirchhoff (* 1791; † 1873) war ein deutscher Autor, dänischer Reichsrat und Bürgermeister von Kiel.

## Leben
Kirchhoff wurde vermutlich in Hanerau geboren, wohnte aber nachweislich in Uetersen, wo auch seine beiden Söhne Friedrich (1822–1894) und Theodor (1828–1899) geboren wurden. Er war Rechtsanwalt und langjähriger Abgeordneter der Holsteinische Ständeversammlung. Als Ständedeputierter vertrat er die Städte Krempe, Elmshorn, Uetersen und Wilster. Kirchhoff war ebenfalls Landesbevollmachtigter der Herrschaft Pinneberg, wurde 1854 zum dänischen Reichsrat ernannt und erhielt wegen seiner Verdienste die Titel Etats- und Konferenzrat.
Kirchhoff war bis 1862 langjähriger Bürgermeister von Kiel und verfasste kleine Abhandlungen in den Schleswig-Holsteinischen Anzeigen. Er war vermutlich auch der Verfasser der kleinen Schrift: „Versammlung des Centralekommitees für den Bau eines neuen Universiiätsgebäudes in Kiel“ Auch ist ein bei der Feier eines Schillerfestes am 10. November 1859 in Kiel von ihm ausgebrachter Toast auf Luther gedruckt worden.